# 小行星52872
小行星52872 （52872 Okyrhoe，发音为/əˈkɪroʊi/）是一顆軌道在外太陽系的木星和海王星之間的半人馬小行星。它在1998年9月19日在太空監視計畫中被發現。
該小行星以希臘神話的人物奧喀羅埃（Okyrhoe）命名。

## 軌道
半人馬小行星因為與大行星的交互作用，因此只有短暫的動力學生命。估計Okyrhoe (1998 SG35)得半生命期約為67萬年。
在小行星中心（MPC）、噴射推進實驗室（JPL）和深度黃道巡天（DES）列出的半人馬小行星中，它的近日點距離是地暗接近太陽的。最近發現的2008 QD4有著接近太陽的近日點距離。

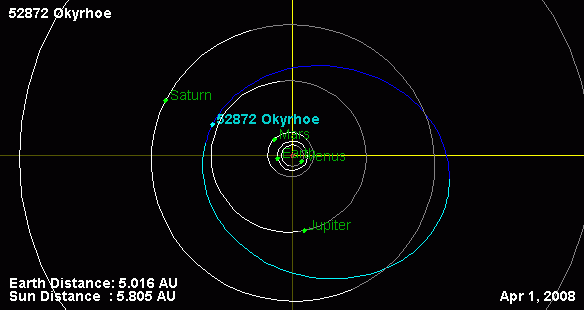
52872 Okyrhoe在2008年初經過近日點，亮度引人注意。

## 昇華
Okyrhoe 在2008年初通過近日點，並且在2008年3月和4月展現出重大的光度變化，這可能是揮發物昇華的標誌。

## 外部連結
- Orbital simulation from JPL (Java) / Ephemeris （页面存档备份，存于）